# Europees kampioenschap hockey mannen 2015
De 15e editie van het Europees kampioenschap hockey voor mannen (2015) werd van 21 tot en met 29 augustus 2015 gehouden in het Engelse Londen op het Olympic Hockey Centre. In de finale versloeg Nederland de Duitse hockeyploeg en pakte zo de Europese titel voor het eerst sinds 2007.
Tegelijkertijd werd het Europees kampioenschap voor vrouwen gespeeld.  

## Gekwalificeerde teams
| Data                | Toernooi              | Locatie           | Quota | Gekwalificeerde teams                     |
| ------------------- | --------------------- | ----------------- | ----- | ----------------------------------------- |
| Gastland            | Gastland              | Gastland          | 1     | Engeland                                  |
| 17-25 augustus 2013 | EK hockey 2013        | Antwerpen, België | 5     | Duitsland België Ierland Nederland Spanje |
| 5-11 augustus 2013  | EK voor B-landen 2013 | Wenen, Oostenrijk | 2     | Rusland Frankrijk                         |
| Totaal              | Totaal                | Totaal            | 8     |                                           |

## Groepsfase

### Groep A
| Team      | AW | G | G | V | DV | DT | DS  | Pts |
| --------- | -- | - | - | - | -- | -- | --- | --- |
| Nederland | 3  | 3 | 0 | 0 | 12 | 0  | +12 | 9   |
| Engeland  | 3  | 2 | 0 | 1 | 14 | 3  | +11 | 6   |
| Spanje    | 3  | 1 | 0 | 2 | 9  | 6  | +3  | 3   |
| Rusland   | 3  | 0 | 0 | 3 | 1  | 27 | -26 | 0   |

| 21 augustus 2015 18:15              |       |        |                                                  |
| Nederland                           | 2 – 0 | Spanje | Scheidsrechters: Martin Madden Sébastien Duterme |
| Bakker 18' Van der Weerden 24' (sc) |       |        | Scheidsrechters: Martin Madden Sébastien Duterme |

| 21 augustus 2015 20:30                                                                                |        |               |                                         |
| Engeland                                                                                              | 10 – 1 | Rusland       | Scheidsrechters: Ben Göntgen Geoff Conn |
| Middleton 9' Condon 11', 15', 25' Griffiths 18' Lewers 23' Ward 34' Gleghorne 34' Catlin 41' Ames 58' |        | 30' Plesetsky | Scheidsrechters: Ben Göntgen Geoff Conn |

| 23 augustus 2015 09:30                                                     |       |         |                                                  |
| Spanje                                                                     | 9 – 0 | Rusland | Scheidsrechters: Jakub Mejzlík Sébastien Duterme |
| Lleonart 2' Quemada 15', 21', 29', 45', 55' Casasayas 21', 30' Dabanch 60' |       |         | Scheidsrechters: Jakub Mejzlík Sébastien Duterme |

| 23 augustus 2015 19:15      |       |          |                                            |
| Nederland                   | 2 – 0 | Engeland | Scheidsrechters: Marcin Grochal Geoff Conn |
| Pruyser 26' (sc) Jonker 65' |       |          | Scheidsrechters: Marcin Grochal Geoff Conn |

| 25 augustus 2015 18:15 |       |                                                                                      |                                               |
| Rusland                | 0 – 8 | Nederland                                                                            | Scheidsrechters: Marcelo Servetto Tim Benford |
|                        |       | 1', 25' Van der Weerden 7' Kemperman 22', 48', 57' Hertzberger 52' Jonker 60' Bakker | Scheidsrechters: Marcelo Servetto Tim Benford |

| 25 augustus 2015 20:30                       |       |        |                                             |
| Engeland                                     | 4 – 0 | Spanje | Scheidsrechters: Ben Göntgen Coen van Bunge |
| Jackson 20', 57' Middleton 24' Griffiths 45' |       |        | Scheidsrechters: Ben Göntgen Coen van Bunge |

### Groep B
| Team      | AW | G | G | V | DV | DT | DS  | Pts |
| --------- | -- | - | - | - | -- | -- | --- | --- |
| Duitsland | 3  | 3 | 0 | 0 | 13 | 2  | +11 | 9   |
| Ierland   | 3  | 1 | 1 | 1 | 6  | 7  | -1  | 4   |
| België    | 3  | 1 | 1 | 1 | 6  | 9  | -3  | 4   |
| Frankrijk | 3  | 0 | 0 | 3 | 8  | 15 | -7  | 0   |

| 22 augustus 2015 09:30                       |       |                                              |                                             |
| Ierland                                      | 4 – 3 | Frankrijk                                    | Scheidsrechters: Coen van Bunge Tim Benford |
| Good 1' Caruth 36' Bruton 45' O'Donoghue 47' |       | 27' Kieffer 33' Baumgarten 52' Martin-Brisac | Scheidsrechters: Coen van Bunge Tim Benford |

| 22 augustus 2015 17:00              |       |        |                                                  |
| Duitsland                           | 4 – 0 | België | Scheidsrechters: Marcin Grochal Marcelo Servetto |
| Wellen 42', 51' Staib 48' Fuchs 58' |       |        | Scheidsrechters: Marcin Grochal Marcelo Servetto |

| 23 augustus 2015 17:00      |       |                                                 |                                              |
| Frankrijk                   | 3 – 4 | België                                          | Scheidsrechters: Hamish Jamson Martin Madden |
| Charlet 6', 17' Sanchez 38' |       | 10' Hendrickx 15' Cobbaert 34' Dockier 50' Boon | Scheidsrechters: Hamish Jamson Martin Madden |

| 23 augustus 2015 21:30 |       |                         |                                               |
| Ierland                | 0 – 2 | Duitsland               | Scheidsrechters: Marcelo Servetto Tim Benford |
|                        |       | 54' Windfeder 56' Fuchs | Scheidsrechters: Marcelo Servetto Tim Benford |

| 25 augustus 2015 12:00                                            |       |                        |                                                  |
| Duitsland                                                         | 7 – 2 | Frankrijk              | Scheidsrechters: Hamish Jamson Sébastien Duterme |
| Fuchs 3', 43' Wellen 24' Fürste 30', 53' Deecke 48' Grambusch 50' |       | 36', 56' Martin-Brisac | Scheidsrechters: Hamish Jamson Sébastien Duterme |

| 25 augustus 2015 14:15    |       |                        |                                              |
| België                    | 2 – 2 | Ierland                | Scheidsrechters: Martin Madden Jakub Mejzlík |
| Dockier 34' Van Aubel 40' |       | 27' Caruth 39' Jackson | Scheidsrechters: Martin Madden Jakub Mejzlík |

### 5e tot en met 8e plaats
De punten die vergaard werden in de groepsfase tegen het andere team uit dezelfde poule werden overgenomen. De landen die op de onderste twee plaatsen eindigen, degraderen en spelen in 2017 in de B-groep.

#### Groep C
| Team      | AW | G | G | V | DV | DT | DS  | Pts |
| --------- | -- | - | - | - | -- | -- | --- | --- |
| België    | 3  | 3 | 0 | 0 | 18 | 7  | +11 | 9   |
| Spanje    | 3  | 2 | 0 | 1 | 13 | 6  | +7  | 6   |
| Frankrijk | 3  | 1 | 0 | 2 | 10 | 10 | 0   | 3   |
| Rusland   | 3  | 0 | 0 | 3 | 6  | 24 | -18 | 0   |

| 27 augustus 2015 12:00      |       |                                          |                                                  |
| Rusland                     | 2 – 4 | Frankrijk                                | Scheidsrechters: Jakub Mejzlík Sébastien Duterme |
| Yankun 14' Proskuriakov 58' |       | 20', 49' Charlet 23' Masson 33' Fourcroy | Scheidsrechters: Jakub Mejzlík Sébastien Duterme |

| 27 augustus 2015 18:15 |       |                           |                                           |
| Spanje                 | 0 – 3 | België                    | Scheidsrechters: Geoff Conn Hamish Jamson |
|                        |       | 47' Boccard 47', 55' Boon | Scheidsrechters: Geoff Conn Hamish Jamson |

| 29 augustus 2015 10:30                                                                      |        |                                                 |                                         |
| België                                                                                      | 11 – 4 | Rusland                                         | Scheidsrechters: Tim Benford Geoff Conn |
| Boon 2', 11', 17', 18', 34', 48', 58' Hendrickx 25' Stockbroekx 28' Boccard 39' Truyens 55' |        | 15' Siniagin 15' Kamarov 20' Maiorov 51' Yankun | Scheidsrechters: Tim Benford Geoff Conn |

| 29 augustus 2015 12:45                  |       |                               |                                             |
| Spanje                                  | 4 – 3 | Frankrijk                     | Scheidsrechters: Marcin Grochal Ben Göntgen |
| Dabanch 22' Lleonart 28', 52' Piera 57' |       | 49' Genestet 51', 54' Charlet | Scheidsrechters: Marcin Grochal Ben Göntgen |

### Voor plaatsen 1 tot en met 4

#### Halve finales
| 27 augustus 2015 14:15 |       |         |                                               |
| Nederland              | 1 – 0 | Ierland | Scheidsrechters: Ben Göntgen Marcelo Servetto |
| Hertzberger 12'        |       |         | Scheidsrechters: Ben Göntgen Marcelo Servetto |

| 27 augustus 2015 20:30                                     |       |                                                            |                                                |
| Duitsland                                                  | 2 – 2 | Engeland                                                   | Scheidsrechters: Coen van Bunge Marcin Grochal |
| Zwicker 30' Windfeder 57'                                  |       | 20' Gleghorne 59' Jackson                                  | Scheidsrechters: Coen van Bunge Marcin Grochal |
| Shoot-out                                                  |       |                                                            | Scheidsrechters: Coen van Bunge Marcin Grochal |
| Fuchs goal Hauke mis Fürste goal Müller mis Grambusch goal | 3 – 2 | goal Jackson mis Middleton mis Catlin goal Martin mis Ward | Scheidsrechters: Coen van Bunge Marcin Grochal |

#### Troostfinale
| 29 augustus 2015 15:00                    |       |                      |                                                 |
| Ierland                                   | 4 – 2 | Engeland             | Scheidsrechters: Jakub Mejzlík Marcelo Servetto |
| O'Donoghue 13', 60' Sothern 29' Magee 39' |       | 11' Martin 23' Dixon | Scheidsrechters: Jakub Mejzlík Marcelo Servetto |

#### Finale
| 29 augustus 2015 17:30                                                                   |       |           |                                              |
| Nederland                                                                                | 6 – 1 | Duitsland | Scheidsrechters: Hamish Jamson Martin Madden |
| Bakker 6' (sc) Van der Weerden 13' (sc), 22' (sc) Hertzberger 21' Hofman 29' Pruyser 47' |       | 50' Rühr  | Scheidsrechters: Hamish Jamson Martin Madden |

| Europees kampioen 2015 |
| ---------------------- |
|                        |
| Nederland Vierde titel |

## Eindrangschikking
| Rang   | Land      |
| ------ | --------- |
| Goud   | Nederland |
| Zilver | Duitsland |
| Brons  | Ierland   |
| 4      | Engeland  |
| 5      | België    |
| 6      | Spanje    |
| 7      | Frankrijk |
| 8      | Rusland   |

 Gekwalificeerd voor de Olympische Zomerspelen 2016.
 Gedegradeerd naar het Europees kampioenschap voor B-Landen in 2017
1970 · 1974 · 1978 · 1983 · 1987 · 1991 · 1995 · 1999 · 2003 · 2005 · 2007 · 2009 · 2011 · 2013 · 2015 · 2017 · 2019 · 2021 · 2023